# Näsums landskommun
Näsums landskommun var en tidigare kommun i dåvarande Kristianstads län.

## Administrativ historik
När 1862 års kommunalförordningar började gälla inrättades över hela landet cirka 2 400 landskommuner, de flesta bestående av en socken. Därutöver fanns 89 städer och 8 köpingar som då blev egna kommuner.
Denna landskommun bildades i Näsums socken i Villands härad i Skåne.
Kommunreformen 1952 påverkade inte Näsum, som kvarstod som egen kommun fram till 1974, då den genom sammanläggning gick upp i Bromölla kommun.
Kommunkoden 1952-1973 var 1118.

### Kyrklig tillhörighet
I kyrkligt hänseende tillhörde kommunen Näsums församling.

## Geografi
Näsums landskommun omfattade den 1 januari 1952 en areal av 99,00 km², varav 90,78 km² land.

### Tätorter i kommunen 1960
I Näsums landskommun fanns tätorten Näsum, som hade 547 invånare den 1 november 1960. Tätortsgraden i kommunen var då 27,4 procent.

## Politik

### Mandatfördelning i valen 1938-1970
| 9 | 16 |

| 25 |

|  | 11 | 13 |

| 25 |

| 3 | 9 | 13 |

| 25 |

|  | 11 | 13 |

| 25 |

| 2 | 11 | 12 |

| 25 |

|  | 12 | 12 |

| 25 |

| 2 | 13 | 10 |

| 25 |

| 3 | 11 | 3 | 3 | 5 |

| 25 |

| 2 | 12 | 11 |

| 24 |